# Kågeröd-Röstånga församling
Kågeröd-Röstånga församling är en församling i Frosta-Rönnebergs kontrakt i Lunds stift. Församlingen är självständig och ligger i Svalövs kommun i Skåne län och ingår sedan 2006 inte i ett pastorat.

## Administrativ historik
Församlingen bildades 2006 genom en sammanslagning av Stenestads församling, Halmstads församling, Konga församling, Röstånga församling, Asks församling och Kågeröds församling. Dessa hade 1992–2005 utgjort ett pastorat med Kågeröd som moderförsamling.

## Kyrkobyggnader

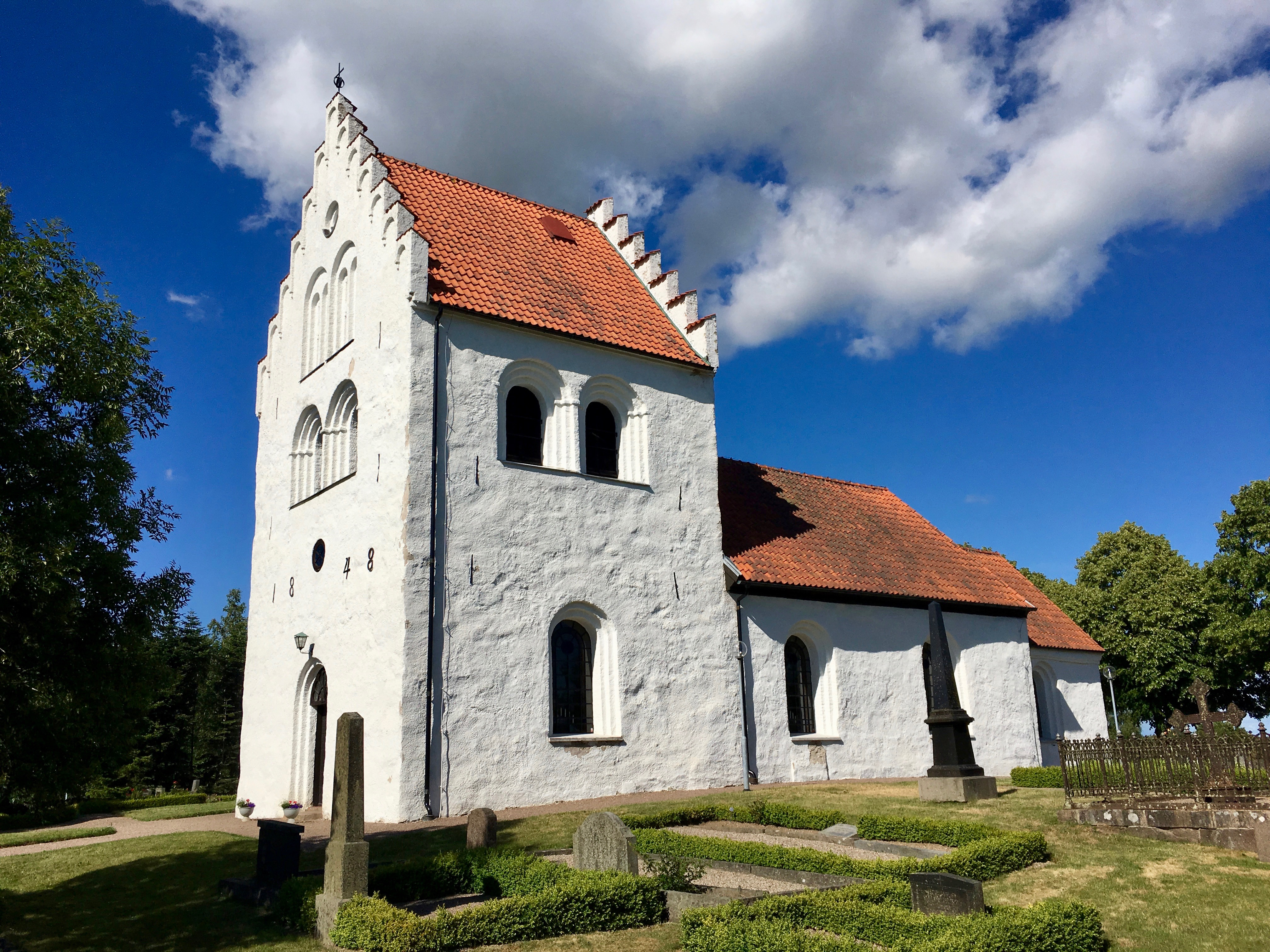
Stenestads kyrka.
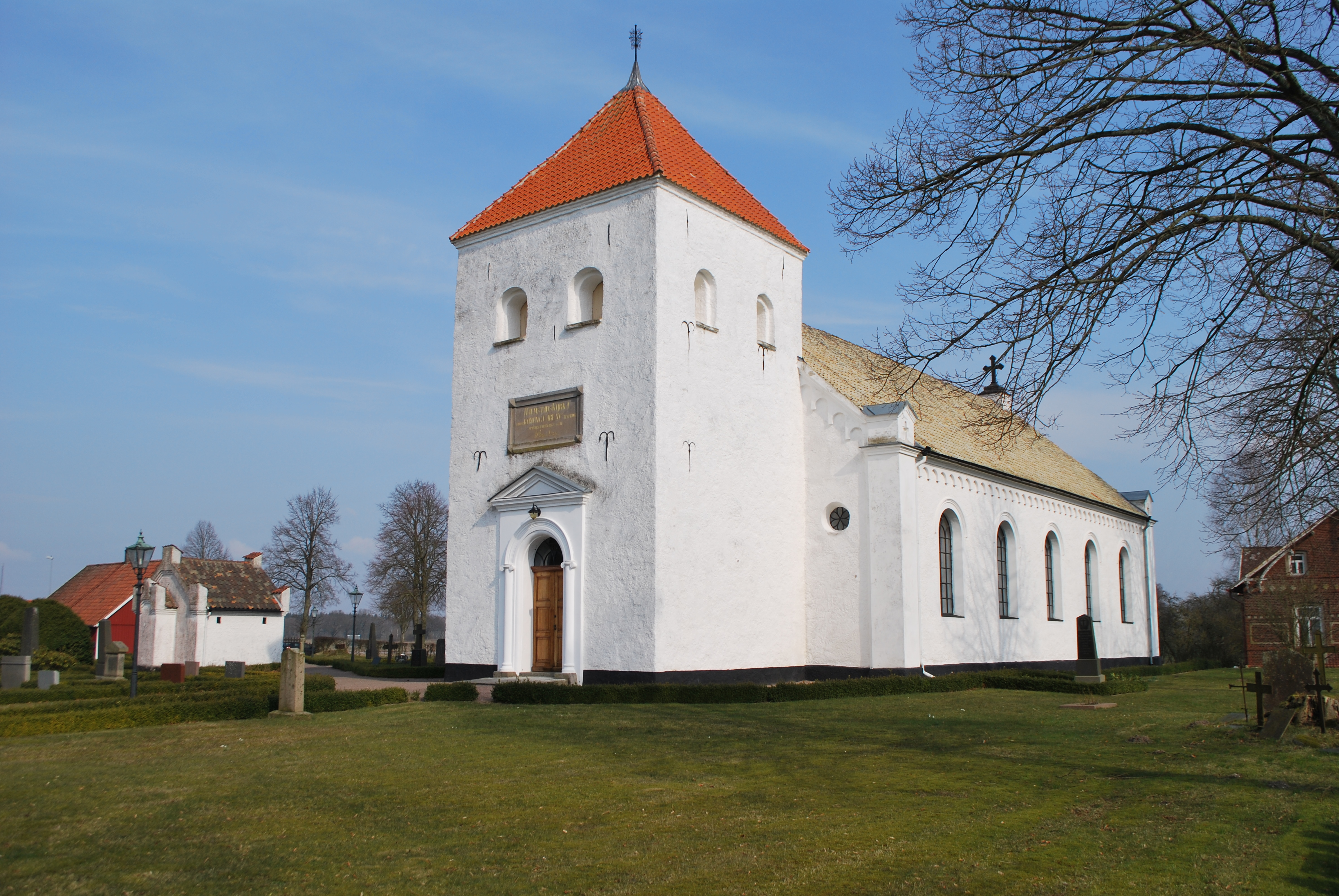
Halmstads kyrka.
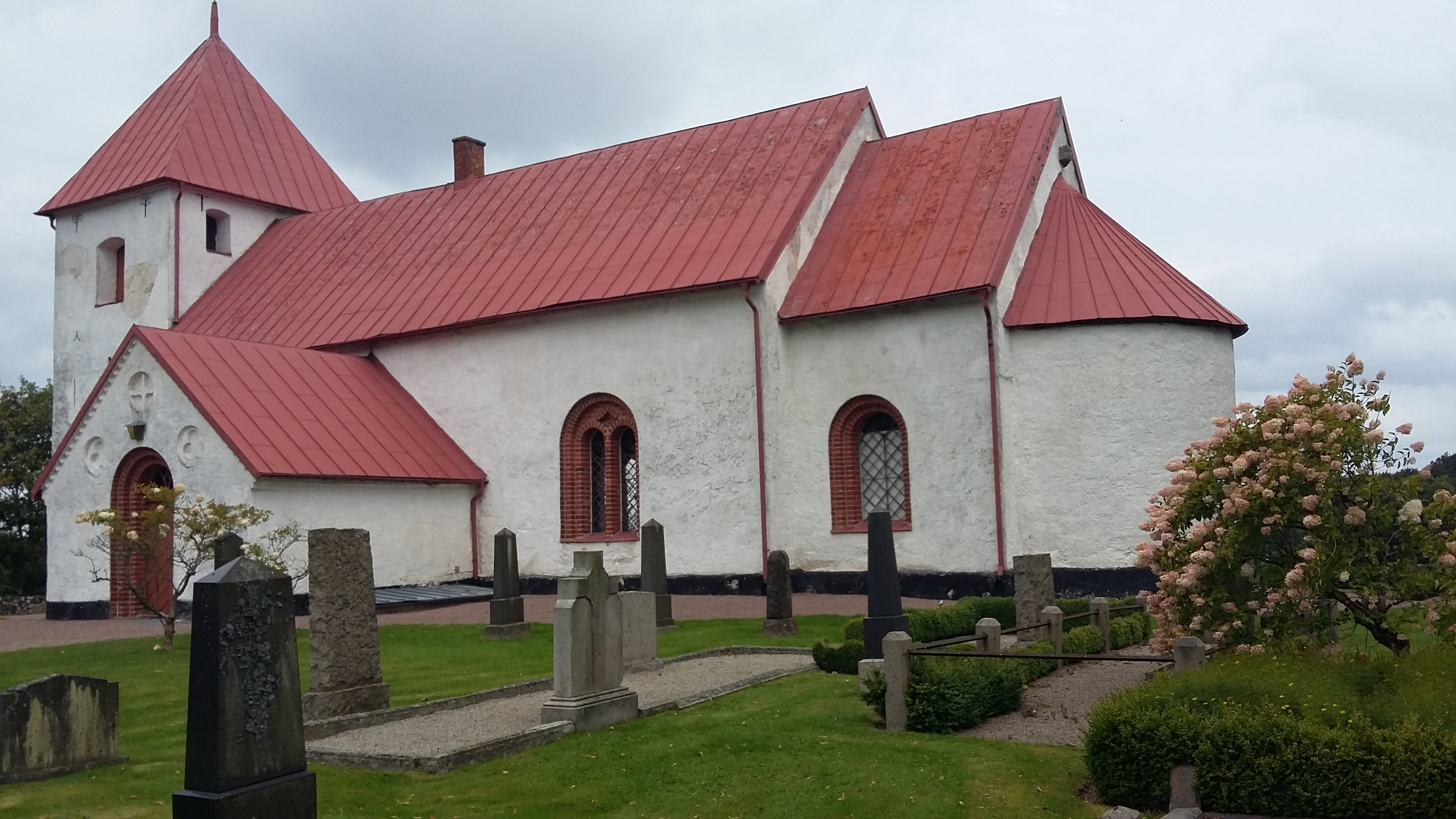
Konga kyrka.
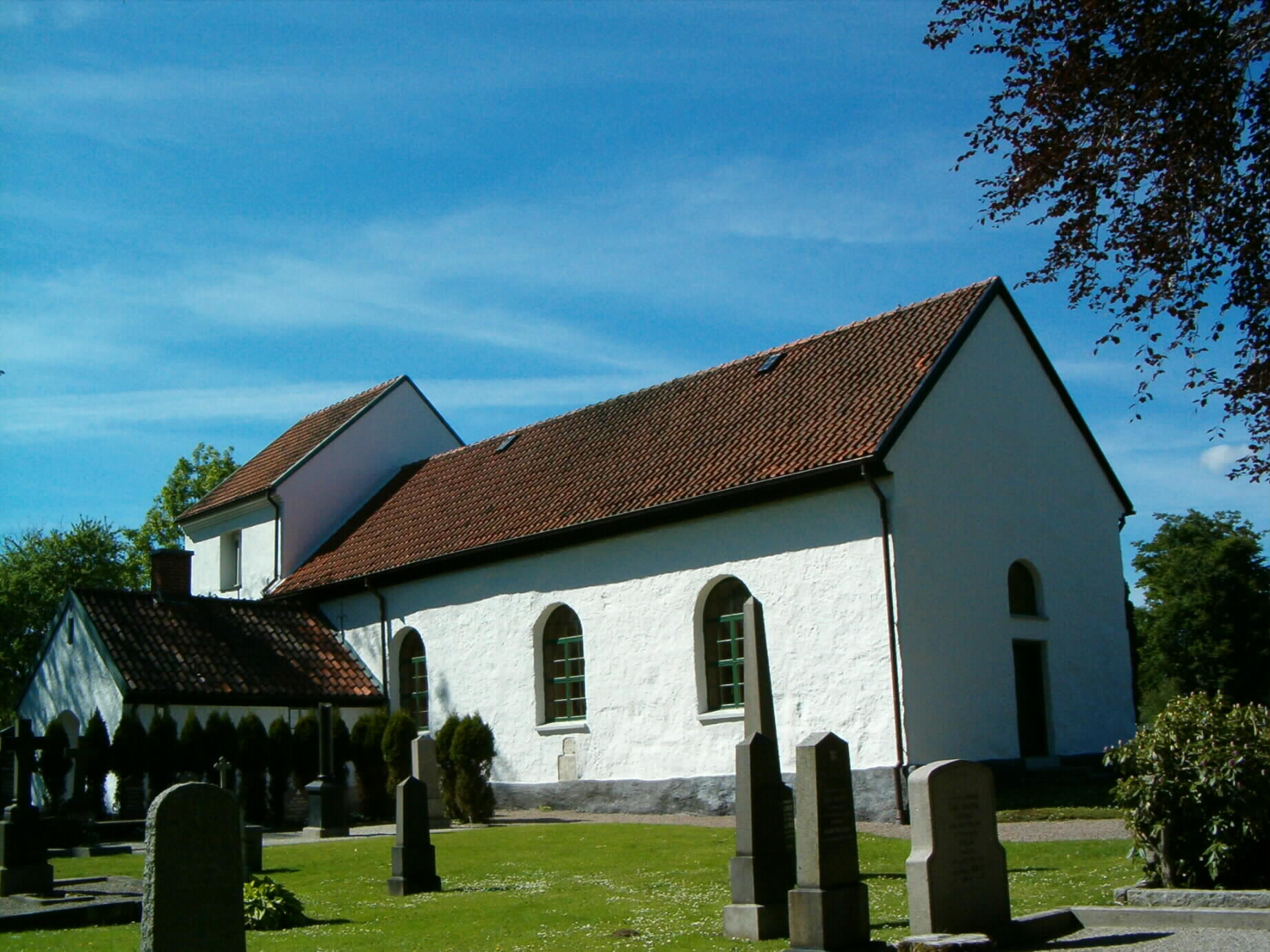
Röstånga kyrka.
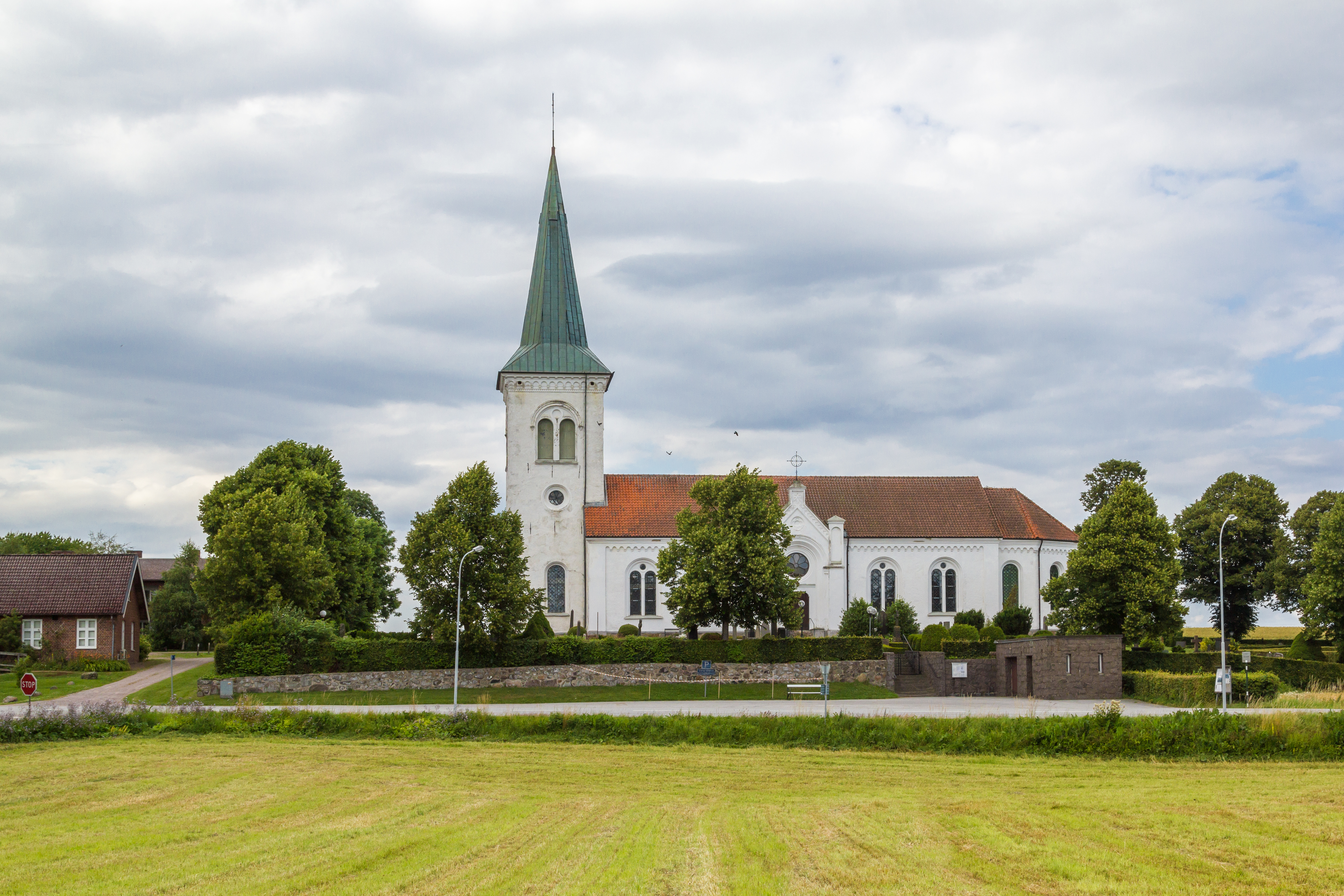
Asks kyrka.
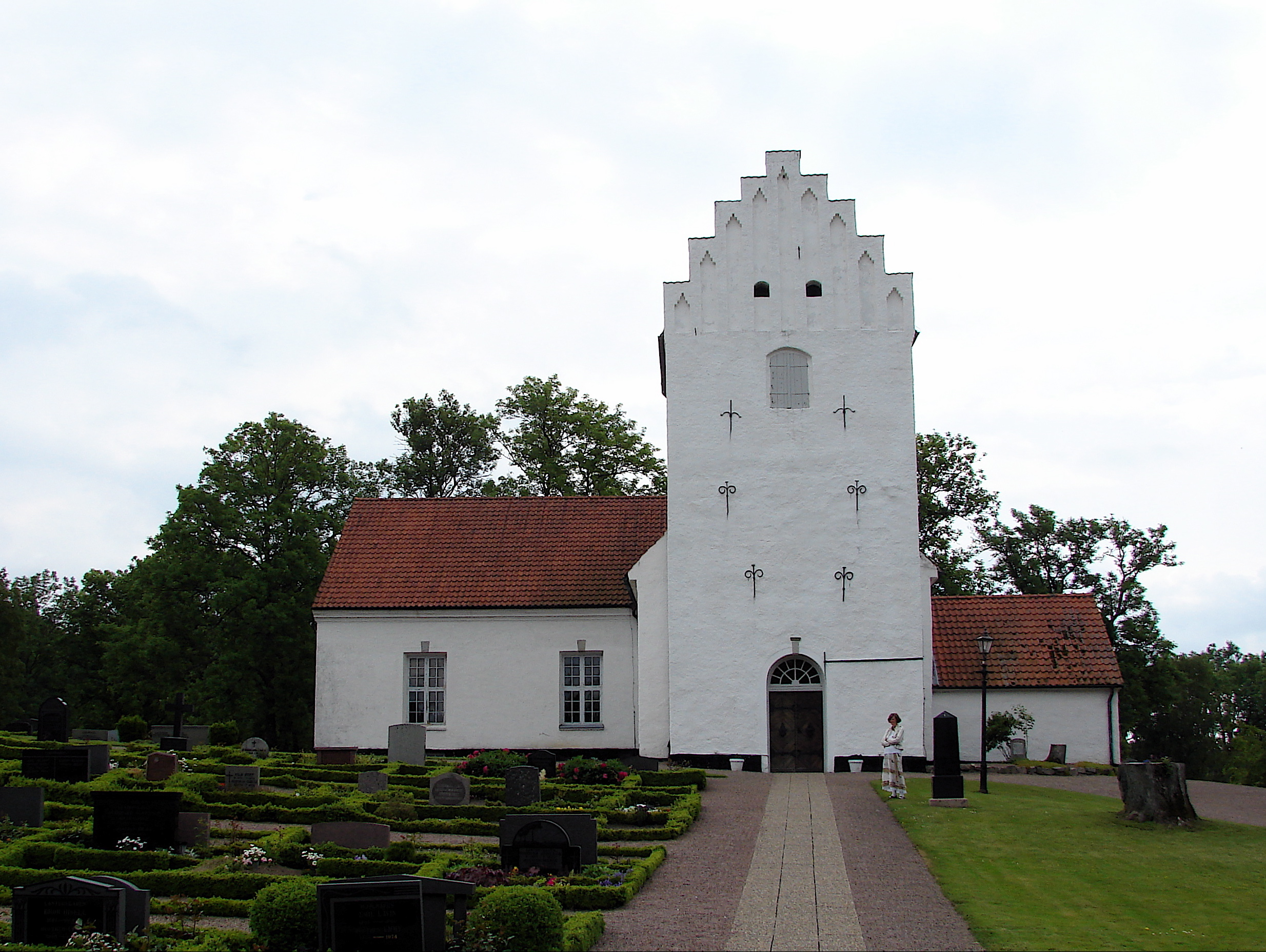
Kågeröds kyrka.